# The Wendell Baker Story
The Wendell Baker Story är en amerikansk långfilm från 2005 i regi av Andrew Wilson och Luke Wilson, med Luke Wilson, Eva Mendes, Jacob Vargas och Owen Wilson i rollerna.

## Rollista
| Luke Wilson        | – Wendell Baker       |
| Eva Mendes         | – Doreen              |
| Jacob Vargas       | – Reyes Morales       |
| Owen Wilson        | – Neil King           |
| Harry Dean Stanton | – Skip Summers        |
| Kris Kristofferson | – L.R. Nasher         |
| Seymour Cassel     | – Boyd Fullbright     |
| Eddie Griffin      | – McTeague            |
| Will Ferrell       | – Dave                |
| Angela Alvarado    | – Irma                |
| Jo Harvey Allen    | – Wanda King          |
| Buck Taylor        | – Bob Draper          |
| Billy Joe Shaver   | – Reverend Shackelton |
| Azura Skye         | – May                 |
| Nicole Swahn       | – Lucy                |